# 阿方斯·乔治
阿方斯·乔治（法語：Alphonse Joseph Georges，法語發音：[alfɔ̃s ʒozɛf ʒɔʁʒ]；1875年8月15日—1951年4月24日），是法兰西第三共和国时期陆军将领。他于1939年至1940年期间担任东北战线的法军总司令。他曾反对时任最高指挥官的莫里斯·甘末林将英法联军主力移防低地国家的计划，但他的意见未被采纳。乔治试图让他的部下在战争中获得尽可能多的自主权，以提高军事指挥的灵活性。